# This Mechanical Age
Pour plus de détails, voir Fiche technique et Distribution.
This Mechanical Age est un film de court-métrage documentaire américain produit par Robert Youngson et sorti en 1954.
Il a remporté l'Oscar du meilleur court métrage en prises de vues réelles en 1955.

## Synopsis
Hommage aux premiers aviateurs qui ont fait l'histoire de l'aviation avec « de l'humour et des drames ».

## Fiche technique
- Titre : This Mechanical Age
- Producteur: Robert Youngson
- Production  : Warner Bros.
- Durée : 10 minutes
- Date de sortie : 
  - États-Unis : 28 août 1954

## Distribution
- Dwight Weist : narrateur